# Bobsam Elejiko
Bobsam "Bob" Elejiko (Lagos, 18 de agosto de 1981 - Merksem, 13 de novembro de 2011) foi um futebolista nigeriano. Possuindo cidadania belga, ele construiu sua carreira naquele país.

## Carreira
Revelado pelo Stationary Stores, time de seu país natal, Elejiko teve ainda uma curta passagem pelo time de reservas do Málaga, onde não atuou em nenhuma partida. Estreou profissionalmente em 2000, no Wacker Nordhausen, atuando ainda por KV Turnhout, Westerlo, Royal Antwerp e Beira-Mar. Em 2008, deixou o clube português e retornou à Bélgica para representar o Red Star Waasland.
O zagueiro jogaria ainda por Red Star Waasland e Merksen Antwerp até 2011, ano de sua morte.

## Falecimento em campo
Durante o jogo entre Merksen e FC Kaart pela quinta divisão belga, Elejiko sofreu um colapso e caiu no gramado. Os médicos tentaram reanimá-lo, mas não evitaram a morte prematura do zagueiro, aos trinta anos. A causa da morte foi ruptura da aorta.